# ديفر أرياك
ديفر أرياك (باليابانية: ディファ有明) كانت ساحة رياضية داخلية تقع في حي أرياك في طوكيو باليابان.